# Dingosa humphreysi
Dingosa humphreysi is een spinnensoort in de taxonomische indeling van de wolfspinnen (Lycosidae).
Het dier behoort tot het geslacht Dingosa. De wetenschappelijke naam van de soort werd voor het eerst geldig gepubliceerd in 1985 door Fernando McKay.